# Provinciale Landschappen
Provinciale Landschappen zijn provinciale particuliere natuurterreinbeherende organisaties in Nederland. De twaalf provinciale landschappen beheren samen meer dan 800 natuurgebieden, met een totale oppervlakte van ruim 100.000 hectare, en hebben samen in totaal ruim 300.000 donateurs (1 januari 2010). In sommige provincies beheren ze ook het landschap buiten de eigen bezittingen.
De provinciale landschappen zijn geregistreerd als goed doel bij het CBF en fungeren als ANBI's (algemeen nut beogende instellingen). De twaalf landschappen zijn begunstigde van de Postcode Loterij.
Elke provincie heeft haar eigen landschap. De meeste zijn opgericht in de jaren 20 en de jaren 30 van de 20e eeuw, toen de landelijke Vereniging Natuurmonumenten de behoefte voelde op provinciaal niveau de aankoop van woeste gronden en landgoederen beter te regelen.
De Provinciale Landschappen zijn als rechtspersoon stichtingen, met uitzondering van It Fryske Gea, dat een vereniging is.

## Historie
De provinciale landschappen zijn opgericht omdat in de jaren '20 en 30 van de 20e eeuw bij de vereniging Natuurmonumenten het idee bestond dat er vanuit deze vereniging onvoldoende zicht was op de bedreiging van natuurgebieden in de verschillende provincies. Om daarin verandering te brengen zouden er een soort dependances van de vereniging moeten worden opgericht. Nadat bestuurders van Natuurmonumenten, zoals P.G. van Tienhoven, contact hadden gelegd met regionale natuurbeschermers en provinciale bestuurders, zijn er daadwerkelijk provinciale organisaties ontstaan. Deze gingen zich "Landschap" noemen.
In 1989 werd de stichting de 12 Landschappen opgericht (voluit: Stichting Unie van Provinciale Landschappen) die voor de 12 provinciale landschappen de belangen behartigde op bovenprovinciaal, interprovinciaal en nationaal niveau.
Op 1 januari 2016 zijn de activiteiten van de 12Landschappen overgegaan naar stichting LandschappenNL, het samenwerkingsverband tussen de Provinciale Landschappen en Landschapsbeheer Nederland.

## Doel, organisatie en werkwijze
Het doel van de landschappen is om natuur en landschap via aankoop te beschermen, te beheren en te ontwikkelen.
Elk Landschap heeft een bestuur, een staf en een soort raad van toezicht. Met de andere grote terreinbeheerders Staatsbosbeheer en Natuurmonumenten bestaan strikte afspraken over wie in welk deel van de provincie gebieden aankoopt en beheert. Elk Landschap heeft leden of donateurs. Om de natuurterreinen te kunnen aankopen en beheren zijn de landschappen echter afhankelijk van overheidssubsidies. Landelijk werken de landschappen formeel sinds 1989 samen, eerst binnen De12Landschappen, per 2016 in de stichting LandschappenNL.

## Verwante organisaties
Naast de Provinciale Landschappen zijn er ook stichtingen voor landschapsbeheer. Die stichtingen, ook per provincie georganiseerd, bezitten geen terreinen. Ze onderhouden wel landschappen en (kleine) landschapselementen, zoals knotwilgen, hakhoutbosjes en houtwallen. Verder assisteren ze bij de snoei van hoogstamfruitbomen en helpen ze bij agrarisch natuurbeheer. In sommige provincies zijn de stichting landschapsbeheer en het Provinciale Landschap gefuseerd en is een 'Landschap' ontstaan (in Overijssel, Brabant en Noord-Holland).
Daarnaast zijn er landelijke en regionale organisaties die zich bezighouden met beheer van natuurterreinen. Voorbeelden zijn Natuurmonumenten, Staatsbosbeheer, Nationaal Park De Hoge Veluwe en Stichting Goois Natuurreservaat.

## De Landschappen
Er zijn de volgende Provinciale Landschappen (oprichtingsjaar):
- Stichting Het Utrechts Landschap (1927)
- Stichting Het Geldersch Landschap en Geldersche Kasteelen (1929)
- Vereniging It Fryske Gea (1930)
- Stichting Het Limburgs Landschap (1931)
- Stichting Het Brabants Landschap (1932)
- Stichting Landschap Overijssel (1932)
- Stichting Het Drentse Landschap (1934)
- Stichting Zuid-Hollands Landschap (1934)
- Stichting Het Zeeuwse Landschap (1936)
- Stichting Het Groninger Landschap (1936)
- Stichting Landschap Noord-Holland (1936)
- Stichting Het Flevo-landschap (1986)